# 영화의전당
영화의전당(映畵의殿堂, Busan Cinema Center)은 부산광역시 해운대구 센텀시티에 위치한 영상복합문화공간이자 부산국제영화제 전용관이다. 부산시 출자출연기관으로, 2011년 9월 29일에 개관하였다.
2005년 국제 지명 현상 설계 공모에 쿱 힘멜브라우, 버나드 츄미, MVRDV, 스티븐 홀, 에릭 반 에게라트, 하이키넨-코모넨, 텐 아키텍토스가 참여하였으며, 그중에서 오스트리아 쿱 힘멜브라우의 디자인이 선정되었다. 쿱 힘멜브라우가 기본 설계를, 희림건축이 실시 설계를 하였고 한진중공업이 시공했다. 애칭으로 두레(함께 모여)와 라움(즐거움)을 조합한 "함께 모여 영화를 즐기는 자리"라는 의미인 두레라움(Dureraum)이라고도 불린다.

## 연혁
- 2001년 11월 : 영화제 전용관 필요성 제기
- 2004년 4월 : 기본 계획 수립, 건설 부지로 센텀시티 확정
- 2005년 11월 : 국제 공모전에서 쿱 힘멜브라우의 설계 작품 선정
- 2008년 10월 : 기공식
- 2011년 9월 : 개관
- 2011년 10월 6일 : 제16회 부산국제영화제 개막식 개최
- 2011년 10월 7일 : 한국영상자료원 부산분원 업무협약.[4]

## 규모와 구조
센텀시티 신세계백화점 부근의 터에 면적 32,137m2, 연면적 54,335m2의 지하 1층, 지상 4층 ~ 9층 건물 3개로 이루어져 있다. 이 3개의 건물은 시네마운틴·비프힐·더블콘이며, 이들은 구름다리로 서로 연결되어 있어서 관객들은 편리하게 이곳저곳으로 이동할 수 있다. 야외 두레라움 광장을 덮는 지붕인 빅루프가 장관인데, 지붕 한쪽만 기둥이 받치고 있고 다른 곳은 허공에 뜬 형태의 캔틸레버(cantilever, 외팔보)형으로 지어졌다. 야외 극장을 덮는 지붕은 스몰루프이다. 이 두 지붕을 합치면 축구장의 약 2.5배에 달하는 면적이 된다. 투입된 사업비는 1,678억 5천만 원(시비 1,078억 5천만 원, 국비 600억 원)이다.
- 시네마운틴(Cinemountain)
  - 규모: 9층 건물
  - 용도: 다목적 공연장인 하늘연극장(841석), 중극장(413석), 소극장(212석), 시네마테크(212석), 영화의전당 사무실 등으로 구성되어 있다.

- 비프힐(BIFF Hill)
  - 규모: 4층 건물
  - 용도: BIFF사무국, 영화의전당 자료실, 시네마테크 부산, 부산아시아필름아카이브 등이 위치한다.

- 더블콘(Double Cone)
  - 규모: 4층 건물
  - 용도: 빅루프의 기둥, 카페·식당·BIFF 홍보관이 자리한다.

- 야외극장(BIFF Theater)
  - 규모: 시네마운틴과 비프힐 사이의 공간으로 4,000명을 수용할 수 있다.
  - 용도: 가로 24m, 세로 13m의 야외 스크린[6], 스크린과 프로젝터 간 거리 60m로 설치되어 있고, 영화제 개·폐막식이 뿐만 아니라 야외 공연과 행사를 위한 공간이다.

- 빅루프(Big Roof)
  - 단 하나의 기둥으로 지탱하는 캔틸레버 구조의 건축물 중 세계 최장의 지붕으로 기네스북 등재.
  - 규모: 길이 163m(길이 163m 가운데 기둥부분 33m를 제외하면 앞쪽은 86m, 뒤쪽은 44m 길이), 너비 62m, 무게 4000톤, 면적 1만m2[6] 23,910 조의 LED.[7]
  - 용도: 두레라움 광장 지붕

- 스몰루프(Small Roof)
  - 규모: 가로 99.2∼120m, 세로 65.8m, 면적 7500m2[6] 18,690 조의 LED.[7]
  - 용도: 시네마운틴과 비프힐을 연결하며, 야외 극장 4000석을 덮는 지붕

- 필름시사실(Film Projection Room)
  - 규모 : 36석, 스크린 7.1m X 3.1m, 7.1 채널의 음향시설, 4K 해상도 디지털 프로젝터
  - 용도 : 릴 방식 필름 프로젝터 및 디지털 프로젝터를 보유하고 있으며 모든 포맷의 영화, 영상자료 관람이 가능하다.

- 편집실(Editing Room)
  - 규모 : 멀티 포맷 컨버터 장비 구비
  - 용도 : 영상편집 교육을 진행하는 공간으로 AVID, 2개의 FINAL CUT PRO 시스템실로 구성되어 각각 12세트의 편집 시스템을 구축하고 있어 단.장편 영화의 편집 및 다양한 포맷의 입출력 작업을 진행할 수 있다.

- 하늘연극장(Haneulyeon Theatre)
  - 규모 : 841석 프로시니움 무대 16.8m X 10m, 112개의 트랩테크로 구성
  - 용도 : 다목적공연장인 하늘연극장은 연출자의 의도에 따라 자유자재로 조립할 수 있어서 어떤 장르의 작품이든 수용할 수 있다.

- 중극장(Cinema I)
  - 규모 : 413석, 스크린 18.2m X 7.7m
  - 용도 : 중극장은 대형 실버스크린, 무대조명, 음향시스템(PA)을 보유하고 있어 영화 상영 외에도 관객과의 대화 등의 행사에 적합하다.

- 소극장(Cinema II)
  - 규모 : 212석, 스크린 11.7m X 7.1m, 7.1채널의 음향시설, 3D 영상 가능
  - 용도 : 소극장은 영상시설, 필름 프로젝터, 디지털 프로젝터 등을 구비한 상영관이다.

- 시네마테크(Cinematheque)
  - 규모 : 212석, 스크린 11.7m X 7.1m, 7.1채널의 음향시설, 3D 영상 가능
  - 용도 : 소극장과 동일한 규모와 장비를 구비하여 독립영화,고전영화,예술영화를 상영하고 있다.

- 다목적홀(Multipurpose Hall)
  - 규모 : 면적 941m²로 2개의 전동매입형 200"스크린과 프로젝터를 보유하고 있으며 이동형 파티션이 설치가능
  - 용도 : 전시나 컨벤션 형태로 다양한 공간 구성이 가능하다.

- 자료실(Library)
  - 휴관 : 매주 월요일, 설 추석 연휴기간 등, 운영시간 : 10:00 ~ 19:00
  - 규모 : 멀티미디어 관람석 14석 자료 열람석 30석, 자료검색용 키오스크 4석, 총 18,794종의 영화관련자료를 소장
  - 용도 : 영화에 관련된 다양하고 특별한 자료들을 수집하여 시민들이 영화를 쉽게 접하고 공부할 수 있도록 서비스하는 공간이다.

## 특이시설
빅루프와 스몰루프에는 4만 2천6백여 종의 LED와 조명이 상황에 따라 다양한 연출이 가능하며 지붕 자체가 영상 작품의 매개체 역할을 하게 된다. 필요한 전력은 지붕 위에 설치된 태양광 발전 장치에서 생산한다.

## 해체주의
영화의 전당은 뛰어난 조형성과 해체주의 건축 미학이 구현된 건축물이다. 세계적 건축 설계 회사인 오스트리아의 <쿱 힘멜부라우>의 설계안으로 동대문 디자인 플라자(DDP)와 같이 해체주의풍 건축물로 시네마운틴, 비프힐, 더블콘 등 3개의 건물과 빅루프와 스몰루프의 거대한 지붕으로 이루어져 있다.

## 용도
부산국제영화제 전용관, 한국영상자료원 부산분원, 시네마테크 부산의 공간으로, 또한 연간 7,000회의 영화 상영과 2,000회의 행사가 펼쳐지는 문화 공간으로 사용된다.

## 사건 및 사고
2011년 제16회 영화제 폐막식 당일 내린 비로 불과 보름 전에 개관한 건물에서 빗물이 새면서 논란을 빚었다. 부산시 건설본부와 시공사인 한진중공업은 설계자가 '하늘과 땅의 소통'이라는 개념으로 설계하면서 별도의 차수 장치와 배수시설을 고려하지 않았기 때문이라고 확인하면서, 설계자와 협의를 거쳐 배수시설 설치 등 보완작업을 할 것이라고 말했다.

## 갤러리

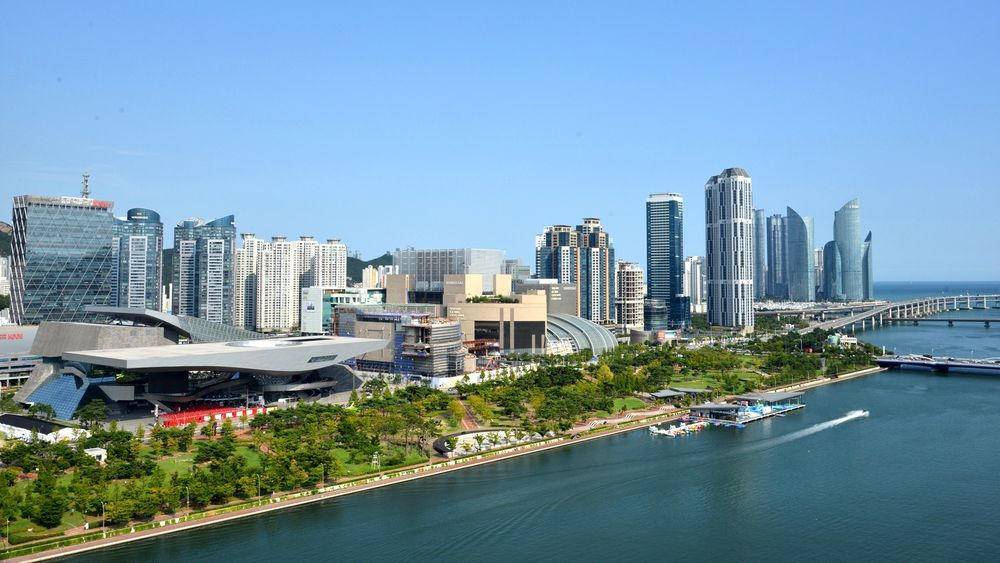